# توتلار
توتلار (به لاتین: Tutlar) یک منطقهٔ مسکونی در روسیه است که در داغستان واقع شده‌است.